# 糙叶毛蕨
糙叶毛蕨（学名：Cyclosorus scaberulus）为金星蕨科毛蕨属下的一个种。